# Automotrici FS ALe 790 e ALe 880
L'automotrice ALe 790 è una automotrice leggera elettrica delle Ferrovie dello Stato Italiane costruita tra il 1938 e il 1946 in due serie con lievi differenze meccaniche ma con parti frontali del tutto differenti. L'automotrice ALe 880 le è strettamente imparentata: differisce soltanto per il numero totale di posti a sedere (88 anziché 79).

## Storia
Il successo degli elettrotreni ETR 200 e delle elettromotrici da essi derivate ALe 792 e ALe 882 spinse le Ferrovie dello Stato a proseguire nelle ordinazioni del versatile mezzo leggero (anch'esso ribattezzato dalla fantasia popolare Littorina). L'impostazione stilistica delle due serie, molto simile a quella dell'elettrotreno con il caratteristico frontale a muso di vipera, aveva portato alla costruzione di elettromotrici con ambedue i frontali aerodinamici, prive quindi di intercomunicante; ciò, in conseguenza dell'immediato successo di passeggeri, aveva rivelato il suo limite nella necessità di accoppiare altre unità in composizione che richiedevano la presenza di ulteriore personale con aggravio di costi. Venne quindi deciso di costruire, a partire dal 1938, le unità successive con l'intercomunicante e i mantici di accoppiamento tra le unità rinunciando al frontale aerodinamico e costruendo delle testate piatte con piccolissima cabina di guida laterale; l'effetto estetico venne giudicato orribile al tempo ma dava la possibilità di costituire treni più lunghi con eventualmente le aerodinamiche ALe 792/ALe 882 alla testa del convoglio e le ALe 790/ALe 880 intercomunicanti al centro. La costruzione venne commissionata alle aziende italiane più importanti: Fiat, OM, Ansaldo, Società Nazionale Officine di Savigliano e Breda, che costruì solo parte delle ALe 880. Le parti elettriche furono di Ercole Marelli per le Fiat, CGE per le OM. Le porte di salita rimasero quelle tradizionali a battente ora più vicine alle due estremità; di tale serie vennero costruite 12 unità del tipo 790 tutte dalla Fiat e 34 degli altri costruttori del tipo ALe 880.
La seconda e terza serie, dal 1939-1940 in poi, portò ad un ripensamento e vennero costruite con una cabina anteriore aerodinamica ed una posteriore piatta in quanto ci si rese conto che di massima le elettromotrici venivano accoppiate a due a due e nel caso di necessità bastavano le unità ALe 790 e ALe 880 già costruite.
Il numero totale di elettromotrici costruite raggiunse complessivamente le 186 unità dei due sottogruppi sostanzialmente differenti per pochi particolari meccanici od elettrici. Non tutte le unità prodotte poterono svolgere servizio sulla rete a causa dell'entrata in guerra dell'Italia, dato che furono distrutte ancora nelle fabbriche o nei depositi locomotive; molte altre vennero seriamente danneggiate dai bombardamenti e finirono per essere rottamate altre dovettero essere interamente ricostruite. Una quindicina furono riadattate e smotorizzate nel dopoguerra e utilizzate in Pianura Padana come rimorchi in composizione. Intorno al 1946 ripresa l'attività industriale vennero consegnate le ultime unità dell'ordinativo dopodiché cessò definitivamente la produzione. Il servizio prestato nel dopoguerra ha interessato quasi tutte le linee italiane fino agli anni ottanta; in virtù del loro basso peso assiale (inferiore alle 12 t per asse) sono risultate idonee a circolare anche su linee secondarie in concessione, venendo così utilizzate a noleggio anche sulle Ferrovie Nord Milano, sulla Ferrovia Casentinese, sulla Ferrovia Cancello-Benevento, sulla Ferrovia Modena-Sassuolo ed altre.

Gli anni '90 hanno visto la loro totale radiazione.

## Caratteristiche
I carrelli erano del tipo a telaio interno B910, sempre a due assi. La sospensione degli assi era quella classica del tempo con molle a balestra caricate sulla trave oscillante.
I motori elettrici a corrente continua (con eccitazione in serie), all'avviamento venivano collegati tutti in serie e poi commutati in parallelo a gruppi di due (in serie tra loro) per la maggiore velocità. L'avviamento era il classico di tipo reostatico con avviatore automatico e un grado di shuntaggio. La trasmissione avveniva ad ingranaggi con il pignone del motore che azionava un ingranaggio ozioso che a sua volta muoveva quello calettato su di un asse cavo concentrico all'asse delle ruote a cui trasmetteva il moto mediante rulli e pacchi di molle. Tale sistema era quello classico che equipaggiava anche le locomotive elettriche E.428, E.636 ed altre ed era detto sistema Bianchi dall'ingegnere che lo aveva ideato.
La velocità massima in origine era di 130 km/h per alcune unità, 120 o 115 per altre in funzione del rapporto di trasmissione adottato 14,16 o 18 denti al pignone e 43 alla corona in ragione del tipo di servizio previsto; venne unificata a 115 km/h per tutte in seguito.

### ALe 880.117 e 118
Le automotrici ALe 880.117 e 118 vennero ricavate dallo sdoppiamento dell'automotrice ALe 184.001, eseguito nel 1962 dal personale delle officine del Deposito Locomotive di Roma Smistamento.

Queste nuove unità differivano da quelle della serie con testata aerodinamica e testata piatta (Ale 880.035-100) per alcune caratteristiche piuttosto evidenti:
- l'assenza della cabina di guida sulla testata piatta;
- la presenza di un solo pantografo (sul lato della testata aerodinamica)[4];
- la maggiore lunghezza della cassa (27,580 mm contro 26,800 mm)[5];
- la capienza di 96 posti e l'assenza del bagagliaio sull'ALe 880.117, presente invece sul lato della testata aerodinamica dell'ALe 880.118.[3]
- la ritirata posizionata lato testata aerodinamica adiacente al vestibolo d'accesso sull'ALe 880.117.